# Street Fighter
Street Fighter (ストリートファイター, Sutorīto Faitā), popularmente abreviado como SF, é uma série de jogos eletrônicos de luta desenvolvida e publicada pela fabricante japonesa de jogos eletrônicos Capcom para várias plataformas. Nela, o jogador controla lutadores de diversas partes do mundo, cada um com personalidades diferentes, estilos e golpes especiais distintos que devem enfrentar uns aos outros até um desafio final do combate. Iniciada em 1987 nos arcades, a série conta com 6 títulos e diversos spin-offs e crossovers, bem como aparições em outras mídias, sendo considerada como pioneira dos jogos de luta, uma vez que definiu muitos dos principais paradigmas do gênero que perduram até os dias atuais.
A série Street Fighter foi criada no começo nos fliperamas com seu primeiro jogo: Street Fighter, lançado em 1987 e introduziu Ryu como o principal antagonista que até hoje é o lutador símbolo de Street Fighter. Esta versão já trazia um jogo de luta, porém bem diferente do que conhecemos. O primeiro Street Fighter não fez muito sucesso na época e sua sequência seria um beat'em up chamado "Street Fighter '89", porém o projeto acabou por virar a série Final Fight. Uma sequência que manteve o estilo de jogo de luta da série foi o Street Fighter 2 de 1991, o qual foi um enorme sucesso nos arcades ao dar início a uma era de jogos competitivos de luta.

## Jogos da série

### Street Fighter

Ryu vs Gen em Street Fighter (1987).

Lançado em 1987, Street Fighter causou pouco impacto em seu lançamento. Diferente de outros jogos da época, os controles se davam com 1 joystick e 2 botões pneumáticos, que mudavam a potência dos golpes conforme a força com que eram pressionados. A ideia mostrou-se pouco eficiente, fazendo com que a Capcom alterasse o esquema para os 6 botões que se tornariam tradição na série.
O game acompanhava Ryu ou Ken, duelando com dez lutadores de 5 países. O game introduziu os golpes especiais da Punho Ondulante (Fireball, Hadouken, 波動拳), Punho do Dragão Ascendente (Dragon Punch, Shoryuken, 昇龍拳), e Chute Furacão (Hurricane Kick, Tatsumaki Senpuukyaku, 竜巻旋風脚), que se tornariam as marcas registradas de Ryu e Ken pelo resto da série. O lutador de Muay Thai Sagat é o chefe final do jogo. Os demais personagens são Eagle, Lee, Joe, Gen, Geki, Retsu, Adon, Mike e Birdie.

### Street Fighter II
Inicialmente lançado como Street Fighter II: The World Warrior em 1991, SF II tornou-se um grande sucesso, popularizando o estilo de jogos de luta, que virou febre mundial nos Arcades. Controlando entre 8 jogadores (Ryu, Ken, Blanka, Zangief, Dhalsim, Guile, E. Honda, e Chun-Li, todos de países diferentes exceto os japoneses Ryu e Honda, e os americanos Ken e Guile), além de 4 chefes (Sagat, agora apresentando uma cicatriz no peito, indicando sua derrota para Ryu no jogo original; M. Bison, Balrog, e Vega). Por sinal, os três chefes "novatos" tiveram seus nomes alterados fora do Japão (o boxeador afro-americano era chamado M. Bison, parodiando Mike Tyson; para evitar processo, a Capcom rebatizou-o como Balrog, que era o nome do toureiro espanhol rebatizado Vega; que era o nome do chefe final, esse batizado como M. Bison).
Esta versão número II de Street Fighter também conheceu o seu sucesso através de Trilhas Sonoras bem-trabalhadas desta vez, como a melodia inspirada em elementos chineses no estágio da Chun-Li e na melodia adaptada de guitarra do estágio do Guile, sendo que todos os sons do jogo são disponíveis para escuta nos menus iniciais do jogo; é possível inclusive encontrar versões realizadas por bandas fans na internet em piano e/ou guitarra, alguns até com letra (vocal) não-oficial.
O jogo também inovou ao forçar o protagonista viajar por diferentes países através de cenários locais, como os elefantes na fase do Dhalsim, elementos japoneses nos estágios de E. Honda e Ryu (mostrando cenários tipicamente orientais) e inclusive a selva amazônica brasileira na fase relativa ao Blanka.
Além de receber conversões para o Super NES (ajudando o console a vender no começo da década de 1990), Commodore 64, IBM PC e Commodore Amiga, Street Fighter II teve versões melhoradas lançadas para arcade e outros sistemas, conforme se segue:
- Street Fighter II': Champion Edition (1992), convertido para o Turbografx-16, Mega Drive e Sega Master System (produzido pela Tec Toy). Desta vez os 4 chefes, que eram personagens bloqueados na versão anterior, são personagens jogáveis.
- Street Fighter II' Turbo: Hyper Fighting (1992), Esta versão foi a resposta da Capcom às versões adulteradas de SF2 Champion Edition, que eram cheias de maluquices e golpes mirabolantes. Assim veio Hyper Fighting, o "hack oficial", com novos golpes e uma velocidade absurda, sendo convertido para o SNES e lançado para o Xbox Live Arcade do Xbox 360.

Guile a atacar Blanka com um ataque especial (Somersault Kick) em Street Fighter II: The World Warrior (1991).

- Super Street Fighter II: The New Challengers (1993), primeira versão a usar a nova placa de Arcade da Capcom na época, a CPS2, melhorando um pouco os gráficos, além de adicionar os personagens Cammy, Fei Long, T. Hawk e Dee Jay. Versões para Amiga, DOS, 3DO, Dreamcast, GBA, PlayStation, Sega Saturn, Mega Drive e SNES.
- Super Street Fighter II Turbo (1994), que adicionava versões mais poderosas dos golpes especiais chamadas super combos, assim como o personagem Akuma, além de você poder escolher a velocidade do jogo. Conhecida no Japão como Super Street Fighter II X: Grande Master Challenge.
- Hyper Street Fighter II: The Anniversary Edition (2003), edição especial comemorativa de 15 anos de Street Fighter, lançado para Xbox e PlayStation 2. Hyper Street Fighter II: The Anniversary Edition (HSFII:TAE) reúne as cinco versões oficiais do SFII (The World Warrior, Champion Edition, Turbo/Hyper Fighting, Super e Super Turbo) numa 'hiper' edição que permite recriar um combate entre qualquer personagem de qualquer SFII. É, sem dúvida, uma retrospectiva de entretenimento inalterada, mas não existem muitos games da época do SFII que tenham permanecido tão fortes até os dias de hoje. Os elementos "novos" são a já referida possibilidade de escolher um personagem de cada versão, as músicas em versões Arrange (além das versões em CPS-1 e CPS-2) e versões em CPS-1 de músicas como a da abertura de Super Street Fighter II: The New Challengers e de lutadores surgidos somente a partir dessa versão (Cammy, Fei Long, Dee Jay, T. Hawk e Gouki) que não existiam até então. Para evitar desigualdades evidentes, a Capcom manteve o equilíbrio de jogo de cada uma das edições, mas enquanto as personagens das edições mais recentes beneficiam de movimentos extra, os elementos das edições anteriores são bastante mais poderosos.
- Super Street Fighter II Turbo HD Remix (2008), novo remake da Capcom, o jogo está todo redesenhado em alta definição e está disponível apenas PlayStation 3 e Xbox 360. O jogo conta com toda jogabilidade original em gráficos novos desenhados pela UDON Comics e traz os 16 personagens originais de Super Street Fighter II Turbo e também o secreto Gouki (Akuma).
- Ultra Street Fighter II: The Final Challengers (2017), jogo lançado para Nintendo Switch, baseado em Super Street Fighter 2 Turbo. Além de melhorias gráficas e sonoras, o jogo ainda conta com os personagens Evil Ryu e Violent Ken, que são versões mais agressivas de Ryu e Ken.[7][8][9]

### Street Fighter III

Ryu a atacar Ken com um Shin Shoryuken em Street Fighter III: 2nd Impact (1997).

Street Fighter III fora lançado em 1997. Não teve tanto sucesso quanto o II. Um dos motivos atribuídos foi pelo advento de jogos de luta em 3D como Tekken, e a ausência de muitos personagens famosos do jogo anterior. Foram lançadas três versões de Street Fighter III:
- Street Fighter III: New Generation (1997): Jogo lançado com doze personagens, dos quais apenas Ryu e Ken já eram conhecidos. Os 10 personagens novos (9 lutadores e 1 chefe) são Yang, Oro, Dudley, Elena, Yun, Necro, Alex, Ibuki e Gill (o chefe).
- Street Fighter III: 2nd Impact - Giant Attack (1998): Segunda versão do jogo, trouxe algumas mudanças na jogabilidade e trouxe 4 novos personagens: Akuma (presente em outros jogos da série), Hugo (personagem original de Final Fight), Sean Matsuda e Urien.
- Street Fighter III: 3rd Strike - Fight for the Future (1999): Última versão do jogo, trouxe novamente mudanças na jogabilidade. Todos os cenários são novos, e o visual dos personagens foi renovado. Traz 5 novos personagens: Makoto, Remy, Twelve, Q e Chun-Li (presente em outros jogos da série). Nas versões para PlayStation 2 e Xbox 360 é possível, através do menus "Extra Options", modificar a jogabilidade, deixando o jogo com o estilo desejado pelo jogador.

As duas primeiras versões foram lançadas para Dreamcast, como Street Fighter III: Double Impact (ou Street Fighter III: W Impact no Japão). A terceira versão fora lançada para Dreamcast e incluída em Street Fighter Anniversary Collection para PlayStation 2 e Xbox.

### Street Fighter Alpha
Street Fighter Alpha é uma subsérie, com três games e uma compilação por hora.
- Street Fighter Alpha (1995), convertido para Game Boy Color, PlayStation, Sega Saturn e Windows.
- Street Fighter Alpha 2 (1996), convertido para PlayStation, Sega Saturn, SNES e Windows.
- Street Fighter Zero 2 Alpha (1996), convertido para PlayStation e Sega Saturn (na versão caseira - Street Fighter Alpha 2 Gold - , a personagem Cammy foi incluída no modo "Versus").
- Street Fighter Alpha 3 (1998), versão de Arcade. Nas versões caseiras, atualização incluindo novos personagens (Guile, Dee Jay, T. Hawk, Fei Long, Evil Ryu e Shin Akuma) lançado para Playstation, Sega Saturn e Dreamcast.
- Street Fighter Alpha 3 Upper (1999), versão de GBA incluindo mais 3 novos personagens (Maki, Yun e Eagle).
- Street Fighter Alpha 3 Max (2006), versão lançada para PSP que contou com mais uma atualização incluindo Ingrid nos personagens.
- Street Fighter Alpha Anthology (2006), compilação para o PlayStation 2.

### Street Fighter IV
Durante o evento londrino "Capcom Gamers' Day 07", a Capcom anunciou entre vários títulos, o tão esperado Street Fighter IV. Foi exibido inclusive um teaser em que Ryu e Ken se enfrentam.
O jogo conta com gráficos 3D e gameplay 2D, este estilo de jogo sendo conhecido como "2.5D". Todos os personagens da primeira versão Street Fighter II estão presentes. incluindo os chefes. Participam também cinco personagens novos, Abel, Crimson Viper, El Fuerte, Gouken e Rufus, na versão de casa também estarão presentes Dan Hibiki, da série Street Fighter Alpha, e Fei Long, também foi anunciado um novo personagem como chefe final, chamado Seth.

Abel a atacar Ryu em Street Fighter IV (2008).

Entre as novidades um modo online, animações no estilo anime contando a história dos personagens (na versão caseira, no arcade deverão usar apenas frames das animações).
- Super Street Fighter IV - Em 2010, foi lançado para Xbox 360 e PlayStation 3, a continuação de Street Fighter IV, com novos cenários, personagens e muito mais atrativos ao jogo. Além de todos os personagens de Street Fighter IV, retornam T. Hawk, Dee Jay, (Super Street Fighter II - The New Challenges), Cody, Adon, Guy (Street Fighter Alpha 3) Dudley, Ibuki e Makoto (Street Fighter III - 3rd Strike) e fechando o novo título com mais dois estreantes na briga, Juri e Hakan.
- Super Street Fighter IV - Arcade Edition - O game lançado para os consoles domésticos, ganhou uma versão arcade em 16 de Dezembro de 2010 (no Japão), com algumas novidades. Entre as já divulgadas, são a inclusão dos "irmãos Lee": Yun e Yang, de Street Fighter III. Existe a expectativa do anúncio de mais 4 personagens. Em 2011, foi confirmado a presença dos irmãos Lee, e Evil Ryu, mais um personagem inédito: Oni, uma versão poderosa de Akuma, estilo Shin Akuma, de Street Fighter Alpha.
- Ultra Street Fighter IV - O jogo foi anunciado no dia 14 de julho de 2013, na EVO 2013 (ou Evolution Championship Series 2013). A nova edição será lançada em 2014 como uma máquina de arcade, em DLC para as versões de console existentes de Super Street Fighter IV - Arcade Edition, e como um jogo de mídia física contendo todos os DLC's das versões anteriores. Junto com vários ajustes, estágios e modos adicionais, a atualização adiciona cinco personagens novos: Rolento, Elena, Poison e Hugo, que já apareceram em Street Fighter x Tekken, mais um personagem totalmente novo: Decapre, uma das dolls de Bison. Muitas das mudanças de jogabilidade são baseadas no feedback dos fãs da série.

### Street Fighter V
Em fevereiro de 2016, foi lançado Street Fighter V, o sexto episódio da série (sem contar upgrades). Devido a um contrato de exclusividade entre a Capcom e a Sony, o PlayStation 4 foi o único console a receber o jogo, que também está disponível para PC através do Steam. O jogo conta com multiplayer multiplataforma, o que significa que jogadores do PlayStation 4 podem lutar online contra jogadores no PC, e também terá atualizações mensais com novos lutadores, roupas alternativas, e alterações no equilíbrio do jogo, medida esta que ajuda a evitar a saturação de atualizações no mercado, como as 4 de Street Fighter II e as 3 de Street Fighter IV.
O jogo, cuja história se passa entre Street Fighter IV e III, conta, inicialmente, com 16 personagens, sendo quatro deles estreantes: Rashid, Laura Matsuda, (irmã mais velha de Sean, de Street Fighter III), F.A.N.G e Necalli. Mais personagens são disponibilizados a cada final de mês, sendo o primeiro deles Alex, lançado no dia 30 de março. Desde esta já foram adicionados mais 14 personagens: Guile, Balrog, Ibuki, Juri, Urien, Akuma, Kolin, Ed, Abigail, Menat, Zeku, Sakura, Blanka, Falke e Cody.

### Street Fighter 6
Em 20 de fevereiro de 2022, a Capcom anunciou que Street Fighter 6 está em desenvolvimento. O sétimo título principal da série foi lançado mundialmente em 2 de junho de 2023 para PlayStation 4, PlayStation 5, Windows e Xbox Series X/S, com versões posteriores para arcade (em dezembro de 2023) e Nintendo Switch 2 (em junho de 2025). Construído com o poderoso RE Engine,  o jogo traz suporte ao netcode rollback e cross‑play, e ainda inova com narração em tempo real para intensificar a experiência das lutas, simulando a atmosfera de torneios..
O jogo está estruturado em três modos principais: Fighting Ground, que mantém o combate tradicional da série com novos estilos de controle e o sistema de recursos "Drive Gauge"; World Tour, um modo história para um jogador com exploração em mundo semiaberto e criação de avatar; e Battle Hub, um espaço social e competitivo online.
O jogo foi lançado com 18 personagens, incluindo novatos como Jamie, JP, Kimberly, Lily, Manon e Marisa, e recebeu mais oito lutadores por DLC nos seus dois primeiros anos, com conteúdo adicional sendo lançado por meio de DLC.
Street Fighter 6 foi muito bem recebido pela crítica, que destacou seu netcode, gráficos e equilíbrio entre complexidade e acessibilidade. Até junho de 2025, vendeu mais de 5 milhões de unidades..

### Street Fighter II Movie
Jogo pouco conhecido, foi produzido logo após o lançamento do longa animado "Street Fighter II - The Movie", e baseado no jogo, o jogador controla o personagem Cyborg, um pouco diferente do que aparece no filme. Diversas cenas do filme aparecem durante todo o game, e seu personagem tem que capturar os movimentos de Ryu, para copiá-los, para depois enfrentá-lo, no melhor estilo "Street Fighter II".

### Street Fighter 2010
É um spin-off lançado pela Capcom para o NES em 1990. Nos Estados Unidos, o personagem principal, Kevin Striker, foi renomeado para Ken. É um jogo de plataforma, e fora o nome, não tem nenhum elemento que faça referência à série.

## Crossovers
A Capcom era dona da licença para produção de jogos da empresa de quadrinhos Marvel Comics. Então, em 1994, foi lançado X-Men: Children of the Atom, um jogo com gameplay inovador, com super moves "exagerados", super pulos, e enorme facilidade de combinação de golpes. Esse jogo conta com uma participação especial de Akuma, como personagem secreto. Após o primeiro jogo, seguindo esse mesmo esquema, foi lançado um ano depois, Marvel Super Heroes, que como diferencial de seu antecessor, teve a adição das gemas, cada uma dava poderes momentâneos diferentes aos personagens. Esses dois jogos foram os passos iniciais para diversos crossovers envolvendo personagens de Street Fighter e da Capcom:
- X-Men vs. Street Fighter (1996), com gameplay similar aos antecessores, utilizando o sistema de duplas. Convertido para PlayStation e Sega Saturn. Ryu, Ken, Chun-Li, Charlie, Dhalsim, M. Bison, Cammy White e Zangief tem participação no jogo. Akuma é um personagem secreto.
- Marvel Super Heroes vs. Street Fighter (1997), seguindo a mesma linhagem, o jogo agora contava com a presença de outros heróis consagrados da Marvel. Foi convertido para PlayStation e Sega Saturn. Ryu, Ken, Dhalsim, Dan, Sakura, Chun-Li, M. Bison, Akuma e Zangief são jogáveis. Charlie, com o nome de Shadow ("sombra" em inglês); Dark Sakura, uma versão alternativa de Sakura possuída pelo Satsui no Hado; e Mech Zangief, uma versão robótica de Zangief são personagens secretos. Na história do jogo, Akuma se alia a Apocalipse, que o transforma em Cyber Akuma, o cavaleiro apocalíptico da Morte, o chefe final do jogo.
- Marvel vs. Capcom: Clash of Super Heroes (1998), marcou a inclusão de outros personagens do universo da Capcom. Foi convertido para PlayStation e Dreamcast. Ryu, Chun-Li e Zangief representam a franquia Street Fighter no jogo.
- Marvel vs. Capcom 2: New Age of Heroes (2000), sistema de trios, contou com todos os personagens da série, além da inclusão de diversões personagens novos. Pequena mudança no sistema de jogo, com o fim dos botões de soco e chute médios. Convertido para Dreamcast, PlayStation 2, Xbox, Xbox 360 e PlayStation 3. Ryu, Ken, Chun-Li, Akuma, Sakura, Zangief, Guile, M. Bison, Dhalsim, Dan, Cammy e Charlie são jogáveis em Marvel vs. Capcom 2.
- Marvel vs. Capcom 3: Fate of Two Worlds (2011), após muitos anos, a Capcom conseguiu a licença novamente da Marvel Comics, para promover o terceiro embate entre os dois universos, mantendo-se o sistema de trios. Diferentemente dos anteriores, não foi lançado nos arcades, sendo produzido exclusivamente para Xbox 360 e PlayStation 3. Ryu, Chun-Li, Akuma e C. Viper são os personagens de Street Fighter no jogo.
- Ultimate Marvel vs. Capcom 3 (2011), em julho, durante o San Diego Comic-Con, a Capcom anunciou o mais novo jogo da série, lançado em 15 de Novembro na América do Norte, 17 de Novembro no Japão e 18 de Novembro na Europa.

Eternas rivais nos arcades, Capcom e SNK se uniram para realizar um antigo sonho dos fãs de suas séries. Cada empresa produziu dois jogos de luta. A SNK produziu:
- SNK vs. Capcom: The Match of the Millennium (1999), exclusivo para Neo Geo Pocket Color.
- SVC Chaos: SNK vs. Capcom (2003), para Arcade, PlayStation 2 e Xbox.

Além desses, a SNK produziu uma série de jogos de cartas, conhecida como SNK vs. Capcom: Card Fighters Clash.
A Capcom, por sua vez, desenvolveu:
- Capcom vs. SNK: Millennium Fight 2000 (2000), para Arcade, Dreamcast e PlayStation. Essas conversões foram denominadas Capcom vs. SNK: Millennium Fight 2000 PRO, e contavam com dois personagens extras: Joe Higashi e Dan Hibiki.
- Capcom vs. SNK 2: Mark of the Millennium 2001 (2001), para Arcade, Dreamcast e PlayStation 2.

A partir de 2003, a Capcom resolveu criar um crossover entre personagens de seu universo.
- Capcom Fighting All-Stars: Code Holder (2003-cancelado), envolveu personagens de Street Fighter, Final Fight, Rival Schools, Strider, além de personagens originais como D.D., Rook, Ingrid e Death, em um jogo de luta em universo 3D. Durante a sua fase de testes, foi muito criticado pelos jogadores, o que acabou fazendo com que a Capcom cancelasse o jogo.
- Capcom Fighting Evolution (2004), conhecido como Capcom Fighting Jam no Japão, contou com alguns elementos do cancelado Capcom Fighting All-Stars, entre eles a personagem Ingrid. O gráfico do jogo porém, é 2D. Participam do jogo, personagens das séries Street Fighter como Ryu, M. Bison, Guile, Zangief, Chun-Li, Alex, Yun, Yang, Urien, Sakura, Rose e Karin; Final Fight, Darkstalkers e Red Earth. Além da versão Arcade, foi convertido para PlayStation 2 e Xbox. Shin Akuma é um dos chefes finais.
- Street Fighter x Mega Man (2012), jogo de plataforma desenvolvido por um fã de ambas as franquias, Seo Zong Hui, e com o apoio da própria Capcom. Possui a mesma jogabilidade vista nos primeiros jogos da série Mega Man, mas os inimigos que vão ser enfrentados no jogo são os lutadores de vários jogos da série Street Fighter.

A Capcom voltou a produzir crossovers em 2008, contra a Tatsunoko (uma empresa de animação japonesa).
- Tatsunoko vs. Capcom: Cross Generation of Heroes (2008), lançado para Arcades e convertido para Nintendo Wii. Ryu, Chun-Li e Alex representam a série Street Fighter nesse jogo.

Durante a San Diego Comic-Con, em 2010, foi anunciado o crossover entre as principais séries de luta de Namco e Capcom. No entanto, esse não foi o primeiro crossovers entre os dois universos.
- Namco X Capcom (2005), em uma co-produção com a Namco, a Capcom lançou somente no Japão um "crossover" completamente diferente dos tradicionais, no estilo RPG.
- Street Fighter x Tekken (2012), jogo de luta em sistema de duplas que une as franquias de luta da Capcom e Namco Bandai. Ryu, Ken, Chun-Li, Cammy, Guile, Abel, Dhalsim, Sagat, Rolento, Ibuki, Hugo, Rufus, Zangief, Vega (Balrog no Japão), Balrog (M. Bison no Japão), Juri, M. Bison (Vega no Japão), Sakura, Blanka, Guy, Cody, Elena, Dudley e Akuma (Gouki no Japão) são os personagens jogáveis de Street Fighter. Poison de Final Fight também é um dos personagens que representam a Capcom.
- Project X Zone (2012), jogo de estratégia produzido pela Namco, é uma espécie de sequência a Namco X Capcom, desta vez adicionando personagens de jogos da Sega. Ryu, Ken, Chun-Li e Juri representam a série no jogo, além de Seth, que aparece como um dos chefes.
- Tekken X Street Fighter (sem previsão), será produzido pela Namco, mas ainda não começou a ser produzido. O Poster do jogo exibe Ryu e Evil Ryu representando Street Fighter.
- Super Smash Bros. for Nintendo 3DS and Wii U (2014), jogo produzido pela Nintendo e pela Namco da série Super Smash Bros., Ryu e um personagem disponível para download.

## Jogos da série Street Fighter feitos por outras empresas

### Street Fighter EX (Arika)
Street Fighter EX é uma subsérie com gráficos 3D, exclusiva de arcades, PlayStation e PS2. Fora apenas licenceada pela Capcom, sendo produzida pela japonesa Arika.
- Street Fighter EX (1996)
- Street Fighter EX Plus (1997)
- Street Fighter EX Plus Alpha (1997)
- Street Fighter EX 2 (1998)
- Street Fighter EX 2 Plus (1999)
- Street Fighter EX 3 (2000)

### Street Fighter Online Mouse Generation (Daletto)
- Street Fighter Online Mouse Generation (2008) é um jogo online onde os personagens tem aparência de bonecos (e realmente são bonecos) no qual você compra pernas e braços de personagens diferentes e cada parte tem determinados ataques. O jogo mesclou personagens da série Street Fighter, como Ryu, Ken, Guile, Chun-Li e Zangief com alguns da série Cyborg 009, entre outros criados para o game são: Teiran, Hiko, Mei Chaoufeng e Linghu Chong. Em agosto de 2009, a Daletto descontinuou o serviço online do game.

### Street Fighter: The Movie (Incredible Technologies)
- Street Fighter: The Movie (1995) é um jogo de luta baseado no primeiro filme da série. Com personagens digitalizados, e jogabilidade totalmente diferente da tradicional, não agradou os fãs. A Capcom lançou a versão doméstica Street Fighter: Real Battle on Film, com jogabilidade sensivelmente superior.

## Lista de Personagens
Lista dos personagens de acordo com o jogo em que foram lançados. A série Street Fighter conta também com algumas participações especiais de Final Fight, e a Ingrid originalmente do jogo cancelado Capcom Fighting All-Stars: Code Holder e logo depois incluída em Capcom Fighting Evolution.
| Street Fighter                                                                      | Série SF II | Série Alpha                                                                                             | Street Fighter III                                                                                            | Série SF IV                                                                          | Street Fighter V                                                                            |
| ----------------------------------------------------------------------------------- | --- | --- | --- | ------------------------------------------------------------------------------------ | ------------------------------------------------------------------------------------------- |
| - Ryu - Ken - Birdie - Eagle - Joe - Mike - Gen - Lee - Geki - Retsu - Adon - Sagat | - Chun-Li - E. Honda - Blanka - Zangief - Guile - Dhalsim - Cammy - Dee Jay - Fei Long - T. Hawk - M. Bison/Vega - Balrog/M. Bison - Vega/Balrog - Akuma/Gouki | - Charlie Nash - Dan - Juli - Juni - Karin - R. Mika - Rose - Sakura - Evil Ryu - Shin Akuma/Shin Gouki | - Alex - Sean - Dudley - Ibuki - Necro - Oro - Elena - Yun - Yang - Makoto - Q - Remy - Twelve - Urien - Gill | - C. Viper - Abel - El Fuerte - Rufus - Seth - Gouken - Juri - Hakan - Oni - Decapre | - Rashid - Laura Matsuda - F.A.N.G - Necalli - Kolin - Ed - Menat - Zeku - Falke - G - Kage |

| Street Fighter 6                                                                       | Final Fight                                                                      | Outros jogos                                                                         | Série SF EX | Série SF EX                                                                                             | SF The Movie                            |
| -------------------------------------------------------------------------------------- | -------------------------------------------------------------------------------- | ------------------------------------------------------------------------------------ | --- | --- | --------------------------------------- |
| - Jamie - Kimberly - Manon - Marisa - JP - Lily - A.K.I. - Terry Bogard - Mai Shiranui | - Cody - Guy - Sodom - Rolento - Maki - Hugo - Haggar - Poison - Abigail - Lucia | - Ingrid - Cyborg - Kevin Striker - Violent Ken - Shadow Lady - Shadow - Cyber Akuma | - Hokuto - Cracker Jack - Doctrine Dark - Skullomania - Pullum Purna - Allen Snider - Blair Dame - Darun Mister - Garuda - Kairi | - Cycloid-β - Cycloid-γ - Hayate - Nanase - Shadowgeist - Sharon - Area - Vulcano Rosso - Ace - Bison 2 | - Blade - Sawada - Arkane - Khyber - F7 |

## Participação dos personagens nos jogos
| Personagem      | Street Fighter | Street Fighter II | Street Fighter Alpha/Zero | Street Fighter III | Street Fighter IV | Street Fighter V | Total (Participações) |
| --------------- | -------------- | ----------------- | ------------------------- | ------------------ | ----------------- | ---------------- | --------------------- |
| Abel            | Não            | Não               | Não                       | Não                | Sim               | Não              | 1                     |
| Adon            | Sim            | Não               | Sim                       | Não                | Sim               | Não              | 3                     |
| Akuma/Gouki     | Não            | Sim               | Sim                       | Sim                | Sim               | Sim              | 5                     |
| Alex            | Não            | Não               | Não                       | Sim                | Não               | Sim              | 2                     |
| Balrog/M. Bison | Não            | Sim               | Sim                       | Não                | Sim               | Sim              | 4                     |
| Birdie          | Sim            | Não               | Sim                       | Não                | Não               | Sim              | 3                     |
| Blanka          | Não            | Sim               | Sim                       | Não                | Sim               | Sim              | 4                     |
| C. Viper        | Não            | Não               | Não                       | Não                | Sim               | Não              | 1                     |
| Cammy           | Não            | Sim               | Sim                       | Não                | Sim               | Sim              | 4                     |
| Charlie Nash    | Não            | Não               | Sim                       | Não                | Não               | Sim              | 2                     |
| Chun-Li         | Não            | Sim               | Sim                       | Sim                | Sim               | Sim              | 5                     |
| Cody            | Não            | Não               | Sim                       | Não                | Sim               | Sim              | 3                     |
| Dan             | Não            | Não               | Sim                       | Não                | Sim               | Não              | 2                     |
| Decapre         | Não            | Não               | Não                       | Não                | Sim               | Não              | 1                     |
| Dee Jay         | Não            | Sim               | Sim                       | Não                | Sim               | Não              | 3                     |
| Dhalsim         | Não            | Sim               | Sim                       | Não                | Sim               | Sim              | 4                     |
| Dudley          | Não            | Não               | Não                       | Sim                | Sim               | Não              | 2                     |
| E. Honda        | Não            | Sim               | Sim                       | Não                | Sim               | Sim              | 4                     |
| Eagle           | Sim            | Não               | Sim                       | Não                | Não               | Não              | 2                     |
| Ed              | Não            | Não               | Não                       | Não                | Não               | Sim              | 1                     |
| El Fuerte       | Não            | Não               | Não                       | Não                | Sim               | Não              | 1                     |
| Elena           | Não            | Não               | Não                       | Sim                | Sim               | Não              | 2                     |
| Evil Ryu        | Não            | Não               | Sim                       | Não                | Sim               | Não              | 2                     |
| F.A.N.G         | Não            | Não               | Não                       | Não                | Não               | Sim              | 1                     |
| Falke           | Não            | Não               | Não                       | Não                | Não               | Sim              | 1                     |
| Fei Long        | Não            | Sim               | Sim                       | Não                | Sim               | Não              | 3                     |
| G               | Não            | Não               | Não                       | Não                | Não               | Sim              | 1                     |
| Geki            | Sim            | Não               | Não                       | Não                | Não               | Não              | 1                     |
| Gen             | Sim            | Não               | Sim                       | Não                | Sim               | Não              | 3                     |
| Gill            | Não            | Não               | Não                       | Sim                | Não               | Sim              | 2                     |
| Gouken          | Não            | Não               | Não                       | Não                | Sim               | Não              | 1                     |
| Guile           | Não            | Sim               | Sim                       | Não                | Sim               | Sim              | 4                     |
| Guy             | Não            | Não               | Sim                       | Não                | Sim               | Não              | 2                     |
| Hakan           | Não            | Não               | Não                       | Não                | Sim               | Não              | 1                     |
| Hugo            | Não            | Não               | Não                       | Sim                | Sim               | Não              | 2                     |
| Ibuki           | Não            | Não               | Não                       | Sim                | Sim               | Sim              | 3                     |
| Ingrid          | Não            | Não               | Sim                       | Não                | Não               | Não              | 1                     |
| Joe             | Sim            | Não               | Não                       | Não                | Não               | Não              | 1                     |
| Juli            | Não            | Não               | Sim                       | Não                | Não               | Não              | 1                     |
| Juni            | Não            | Não               | Sim                       | Não                | Não               | Não              | 1                     |
| Juri            | Não            | Não               | Não                       | Não                | Sim               | Sim              | 2                     |
| Karin Kanzuki   | Não            | Não               | Sim                       | Não                | Não               | Sim              | 2                     |
| Ken Masters     | Sim            | Sim               | Sim                       | Sim                | Sim               | Sim              | 6                     |
| Laura Matsuda   | Não            | Não               | Não                       | Não                | Não               | Sim              | 1                     |
| Lee             | Sim            | Não               | Não                       | Não                | Não               | Não              | 1                     |
| Lucia           | Não            | Não               | Não                       | Não                | Não               | Sim              | 1                     |
| M. Bison/Vega   | Não            | Sim               | Sim                       | Não                | Sim               | Sim              | 4                     |
| Maki            | Não            | Não               | Sim                       | Não                | Não               | Não              | 1                     |
| Makoto          | Não            | Não               | Não                       | Sim                | Sim               | Não              | 2                     |
| Menat           | Não            | Não               | Não                       | Não                | Não               | Sim              | 1                     |
| Mike            | Sim            | Não               | Não                       | Não                | Não               | Não              | 1                     |
| Necalli         | Não            | Não               | Não                       | Não                | Não               | Sim              | 1                     |
| Necro           | Não            | Não               | Não                       | Sim                | Não               | Não              | 1                     |
| Oni             | Não            | Não               | Não                       | Não                | Sim               | Não              | 1                     |
| Oro             | Não            | Não               | Não                       | Sim                | Não               | Não              | 1                     |
| Poison          | Não            | Não               | Não                       | Não                | Sim               | Sim              | 2                     |
| Q               | Não            | Não               | Não                       | Sim                | Não               | Não              | 1                     |
| R. Mika         | Não            | Não               | Sim                       | Não                | Não               | Sim              | 2                     |
| Rashid          | Não            | Não               | Não                       | Não                | Não               | Sim              | 1                     |
| Remy            | Não            | Não               | Não                       | Sim                | Não               | Não              | 1                     |
| Retsu           | 1              | Não               | Não                       | Não                | Não               | Não              | 1                     |
| Rolento         | Não            | Não               | Sim                       | Não                | Sim               | Não              | 2                     |
| Rose            | Não            | Não               | Sim                       | Não                | Sim               | Não              | 2                     |
| Rufus           | Não            | Não               | Não                       | Não                | Sim               | Não              | 1                     |
| Ryu             | Sim            | Sim               | Sim                       | Sim                | Sim               | Sim              | 6                     |
| Sagat           | Sim            | Sim               | Sim                       | Não                | Sim               | Sim              | 5                     |
| Sakura          | Não            | Não               | Sim                       | Não                | Sim               | Sim              | 3                     |
| Sean            | Não            | Não               | Não                       | Sim                | Não               | Não              | 1                     |
| Seth            | Não            | Não               | Não                       | Não                | Sim               | Sim              | 2                     |
| Sodom           | Não            | Não               | Sim                       | Não                | Não               | Não              | 1                     |
| T. Hawk         | Não            | Sim               | Sim                       | Não                | Sim               | Não              | 3                     |
| Twelve          | Não            | Não               | Não                       | Sim                | Não               | Não              | 1                     |
| Vega/Balrog     | Não            | Sim               | Sim                       | Não                | Sim               | Sim              | 4                     |
| Yang Lee        | Não            | Não               | Não                       | Sim                | Sim               | Não              | 2                     |
| Yun Lee         | Não            | Não               | Sim                       | Sim                | Sim               | Não              | 3                     |
| Zangief         | Não            | Sim               | Sim                       | Não                | Sim               | Sim              | 4                     |
| Zeku            | Não            | Não               | Não                       | Não                | Não               | Sim              | 1                     |
| Total           | 12             | 17                | 38                        | 20                 | 49                | 40               |                       |

## Participações em Outros Jogos

### Jogos de Luta da Capcom
- 1994 X-Men: Children of the Atom (Akuma como personagem secreto)
- 1996 X-Men vs. Street Fighter
- 1997 Marvel Super Heroes vs. Street Fighter
- 1997 Pocket Fighter
- 1998 Marvel vs. Capcom: Clash of Super Heroes
- 2000 Marvel vs. Capcom 2
- 2000 Capcom vs. SNK: Millennium Fight 2000
- 2000 Capcom vs. SNK Pro
- 2001 Capcom vs. SNK 2: Mark of the Millennium 2001
- 2003 Capcom Fighting All-Stars: Code Holder (Chegou a ser testado em eventos, mas acabou sendo cancelado)
- 2004 Capcom Fighting Evolution
- 2008 Tatsunoko vs. Capcom: Cross Generation of Heroes
- 2011 Marvel vs. Capcom 3: Fate of Two Worlds
- 2011 Ultimate Marvel vs. Capcom 3
- 2012 Street Fighter x Tekken

### Outros Estilos de Jogos pela Capcom
- 1990 Street Fighter 2010 (Plataforma)
- 1995 Street Fighter II Movie (Interactive Movie)
- 1996 Super Puzzle Fighter II Turbo (Super Puzzle Fighter II Turbo HD Remix para o X-Box Live e Playstation Network)
- 2000 Cannon Spike (Cammy e Charlie)
- 2001 Super Puzzle Fighter II X for Matching Service
- 2006 Super Puzzle Fighter II: Network Battle
- 2007 We Love Golf!
- 2012 Street Fighter x Mega Man

### Jogos feitos pela SNK
- 1999 SNK vs. Capcom: Match of the Millennium
- 1999 SNK vs. Capcom: Card Fighter's Clash (Card Game)
- 2001 SNK vs. Capcom: Card Fighters 2 Expand Edition (Card Game)
- 2003 SVC Chaos: SNK vs. Capcom
- 2006 SNK vs. Capcom Card Fighters DS (Card Game)

### Jogos feitos pela Namco
- 2005 Namco × Capcom (RPG/Tático)
- 2012 Project X Zone (Ação/RPG/Tático)
- 2015 Tekken 7: Fated Retribution (Akuma)
- A ser lançado Tekken x Street Fighter

### Jogos de outras produtoras
- 2014 Super Smash Bros. for Nintendo 3DS and Wii U (Nintendo/HAL Laboratory, Luta) (Ryu disponível para download desde 14 de junho de 2015)
- 2021 Fortnite (Epic Games) (Chun-li e Ryu estavam disponíveis na loja de itens como trajes compráveis a partir do dia 20 de Fevereiro de 2021[20]) ( Cammy e Guile estavam disponíveis na loja de itens como trajes compráveis a partir do dia 7 de agosto de 2021[21])

## Filmografia

### Filmes
- 1994 Street Fighter: A Batalha Final (EUA) (filmado)
- 2009 Street Fighter: A Lenda de Chun-Li (EUA) (filmado)
- 2014 Street Fighter: Punho Assassino (EUA/ Bulgária) (filmado)
- 2016 Street Fighter: A Ressurreição (EUA) (filmado)

#### Observações
- No caso de Street Fighter: Punho Assassino, é exibido em diversos formatos e edições. Foi exibida como um série de TV, e foi lançado em DVD.
- Punho Assassino é o primeiro Street Fighter dublado no Brasil após duas décadas do fim da série animada de TV e cinema contendo Ryu e Ken como protagonistas da história.
- O projeto Street Fighter World Warrior foi adiado devido a nova adaptação do Street Fighter V intitulado Street Fighter: Resurrection.

## Animes

### Séries Animadas de TV
- 1995 Street Fighter The Animated Series (EUA) (26 episódios)
- 1995 Street Fighter II: Victory (Japão) (29 episódios)

### Filmes
- 1994 Street Fighter II: O Filme (Japão) (animação)
- 2009 Street Fighter IV: Aratanaru Kizuna (Japão) (animação)

### OVAs
- 1999 Street Fighter Zero The Animation / Street Fighter Alpha: The Animation (Japão) (animação)
- 2005 Street Fighter Zero Generations / Street Fighter Alpha Generations (Japão) (animação)
- 2012 Super Street Fighter IV: OVA Juri (Japão) (animação)

### Especial
- 1995 Street Fighter II Yomigaeru Fujiwara Kyo (Japão) (animação)